# Bren Ten
Bren Ten je bila prva polavtomatska pištola, izdelana za močan Normin pištolski naboj 10 mm Auto. Med letoma 1983 in 1986 jo je izdelovalo ameriško podjetje Dornaus & Dixon Enterprises, Inc.

## Delovanje in materiali
Na pogled je Bren Ten podoben pištoli CZ-75 češkega proizvajalca Česka Zbrojovka. Izdelan je iz nerjavečega jekla, deluje pa na browningovem principu kratkega trzanja cevi. Sprožilec deluje v enojnem ali dvojnem načinu (SA/DA), za varnost pa je poskrbljeno s klasično varovalko napetega kladivca ter blokado udarne igle. Pištola je imela nameščen klasični tritočkovni odprti merek z možnostjo nastavljanja zadnjega merka. Na izvlečniku tulcev je bil hkrati nameščen indikator naboja v ležišči (podobno kot pri Beretti M 92). Zanimiva je bila rešitev za izmet praznih okvirjev s strelivom, kjer je uporabnik z zategom ali odvitjem posebnega vijaka izbiral med možnostjo, da je prazen okvir povsem izpadel iz ročaja ali pa je izpadel samo do polovice in ga je moral do konca izvleči ročno.
Pištolo je kot službeno orožje uporabljala ameriška FBI, ki je od novega službenega orožja zahtevala veliko ustavno moč, ki jo je Bren Ten prav gotovo nudil za ceno močnega odsuna. Kljub dobrim karakteristikam so skupno izdelali samo okoli 1.500 kosov te pištole v klasični in kompaktni različici.

## Različice
Standardna velikost
- Standard Model - kaliber: 10mm Auto; cev: 5" (127 mm); kapaciteta okvirja: 10 nabojev.
- Military/Police - kaliber: 10mm Auto; cev: 5" (127 mm); kapaciteta okvirja: 10 nabojev.
- Marksman Special Match - kaliber: .45 Auto; cev: 5" (127 mm); kapaciteta okvirja: 8 nabojev.
- Dual-Master Presentation Model - z dvema menjalnima zaklepoma in cevema, kaliber: 10mm Auto in .45 Auto; cev: 5" (127 mm); kapaciteta okvirja: 10 in 8 nabojev.
- Jeff Cooper Commemorative - posebna spominska izdaja, kaliber: 10mm Auto; cev: 5" (127 mm); kapaciteta okvirja: 10 nabojev.

Kompaktni modeli
- Special Forces - kaliber: 10mm Auto; cev: 4" (102 mm); kapaciteta okvirja: 10 nabojev.

Žepni modeli (subkompakt)
- Pocket Model - kaliber: 10mm Auto; cev: 4" (102 mm); kapaciteta okvirja: 8 nabojev (izdelana samo dva primerka).

## Zanimivosti
Bren Ten je bila pištola, ki jo je uporabljal detektiv Sonny Crockett (Don Johnson) v seriji Miami Vice. V tovarni so  izdelali dve taki pištoli na slepe naboje.